# ウズベキスタン時間
ウズベキスタンでは協定世界時を5時間進めた標準時（UTC+5）が使用されている。夏時間はない。

## 歴史
ソビエト連邦の崩壊後のウズベキスタンには2つの標準時が存在していた。西部ではサマルカンド時間（冬時間:UTC+5、夏時間:UTC+6）、東部ではタシュケント時間（冬時間:UTC+6、夏時間:UTC+7）が使用されていた。
1991年の秋に夏時間は廃止され、標準時もUTC+5に統一された。

## IANA time zone database
IANA time zone databaseは、ウズベキスタンを2つのゾーンに分け、ファイルzone.tabに収録している。
| 国コード | 座標        | TZ             | 注釈                   | 協定世界時との差 | 夏時間 | 備考 |
| -------- | ----------- | -------------- | ---------------------- | ---------------- | ------ | ---- |
| UZ       | +3940+06648 | Asia/Samarkand | ウズベキスタン（西部） | +05:00           | +05:00 |      |
| UZ       | +4120+06918 | Asia/Tashkent  | ウズベキスタン（東部） | +05:00           | +05:00 |      |